# Rosemary's Baby (miniserie televisiva)
Rosemary's Baby è una miniserie televisiva statunitense diretta da Agnieszka Holland, adattamento, ambientato in tempi moderni, dell'omonimo romanzo di Ira Levin del 1967 da cui è stato tratto l'anno successivo il celebre film di Roman Polański. È stata trasmessa dall'11 al 15 maggio 2014 dalla rete televisiva NBC.
In Italia è andata in onda su Rai 2 il 16 giugno 2015.

## Trama
Rosemary e Guy Woodhouse sono una giovane coppia di sposi che ha appena perso un bambino per un aborto spontaneo. Qualche mese dopo il tragico evento si recano a Parigi dove Guy, scrittore momentaneamente in crisi d'ispirazione, ha ottenuto una cattedra alla Sorbona. Rosemary entra in contatto con la misteriosa Margaux Castevet, una signora dell'alta borghesia parigina che li presenta al marito e a tutti i suoi conoscenti. Quando un incendio distrugge il piccolo appartamento dei Woodhouse, Margaux e il marito Roman si prodigano per aiutare i due giovani, offrendo loro un appartamento in una delle zone più rinomate di Parigi.

Mentre Margaux insiste perché Rosemary abbia al più presto un bambino, Guy approfitta volentieri dell'aiuto di Roman e Margaux, riuscendo anche a terminare il suo libro. 
Rosemary trova la presenza dei Castevet alquanto strana, in particolare quando trova dei passaggi nascosti nel proprio appartamento. Indagando, scopre poco tempo prima nella casa aveva abitato un'altra coppia, Jacques e Nena. La donna si era suicidata gettandosi dalla finestra ed era incinta: Rosemary apprende tutto questo da un prete che le parla di come il condominio dove abita sia stato teatro di tragici eventi e di culti legati al satanismo. Anche il prete viene trovato ucciso, in un finto suicidio. Rosemary rimane incinta durante uno strano rapporto col marito, in cui non è del tutto cosciente. Da quel momento inizia per la giovane una spirale di sospetti e orrore in cui perdono la vita tutti coloro che tentano di aiutarla.